# Naknek
Naknek – jednostka osadnicza w Stanach Zjednoczonych, położone w południowej części stanu Alaska. Według danych na rok 2010 miasto liczy 544 mieszkańców. Jest siedzibą okręgu Bristol Bay.

## Gospodarka
Gospodarka miejscowości (położonego nad rzeką Naknek) oparta jest głównie na połowie łososia szlachetnego.

## Demografia
Według spisu z 2000 roku w Naknek mieszkało 678 osób prowadzących 247 gospodarstw domowych, stanowiących 162 rodzin. Gęstość zaludnienia wynosiła wówczas 3,1 osób/km². W mieście zbudowanych było 455 budynków mieszkalnych (średnia gęstość zabudowań mieszkalnych to 2,1 domu/km²). 

## Geografia
Według danych statystycznych U.S. Census Bureau miasto Naknek zajmuje powierzchnię 219,7 km², z czego 218 km² stanowią lądy, a 1,7 km² (0,8%) to wody.